# Eunice tridentata
Eunice tridentata är en ringmaskart som beskrevs av Ehlers 1905. Eunice tridentata ingår i släktet Eunice och familjen Eunicidae. Inga underarter finns listade i Catalogue of Life.